# Phantiopsis australiaca
Phantiopsis australiaca är en insektsart som beskrevs av Melichar 1905. Phantiopsis australiaca ingår i släktet Phantiopsis och familjen Flatidae. Inga underarter finns listade i Catalogue of Life.